# 浅間台 (上尾市)
浅間台（あさまだい）は、埼玉県上尾市の町名。現行行政地名は浅間台一丁目〜四丁目。住居表示未実施地区。郵便番号は362-0073。
市の統計などでは大石地区で分類されている。土地区画整理法により成立した新しい地名である。スローガンは「わくわく さわやか 浅間台」。

## 地理

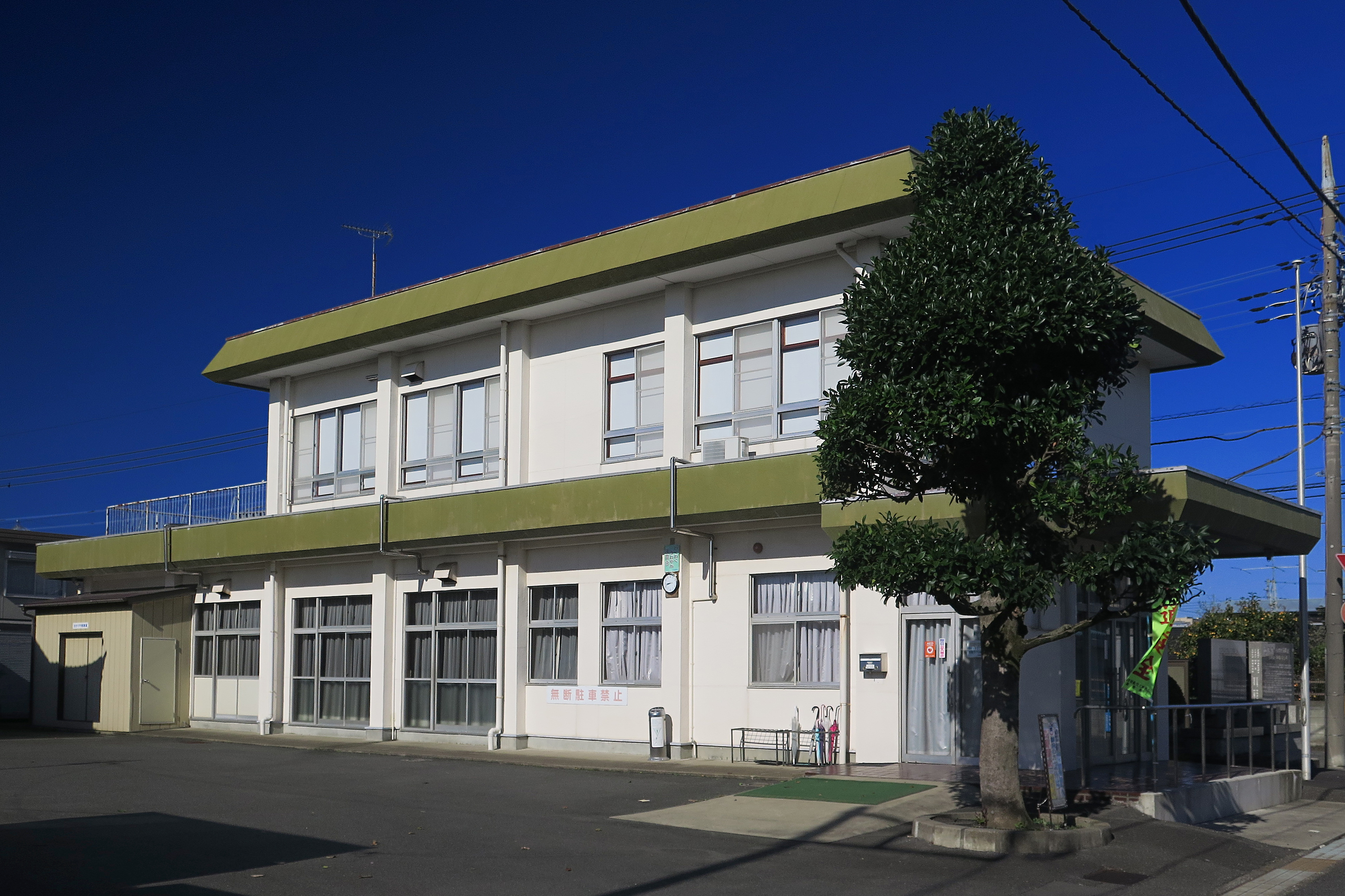
浅間台会館（2019年10月）

埼玉県の中央地域（県央地域）で、上尾市中央部の概ね大宮台地上に位置する。町域の東側を原新町と隣接し、南側を春日や弁財と隣接し、西を小泉と隣接し、北側を中妻と隣接する。丁番は三丁目は三丁目-Aと三丁目-B、四丁目は四丁目-Aと四丁目-Bに分かれている。町域の北部を東西に上尾環状線（BS通り）が通り、町域の中央を南北に富士見ヶ丘中妻線（浅間通り）や西宮下中妻線（並木通り）、東西に中分浅間台線が通る。また町域の東端付近を高崎線が南北に通る。町域の西境となる小泉との境を鴨川が流れ、親橋や子橋が架けられている。鴨川にはカワセミやカルガモなどの鳥類や鯉やマルタウグイなどが棲みついている。町域は全域が市街化区域で一丁目は主に第二種中高層住居専用地域、二〜四丁目は主に第一種低層住居専用地域（BS通りおよび並木通り沿いは第二種住居地域、浅間通り沿いは第一種住居地域、中分浅間台線沿いは第一種中高層住居専用地域）に指定され、全体的に住宅地が広がっているが、一部で生産緑地地区として農地も見られる。地内に街区表示板が設置されているが、住居表示は実施されていない。
浅間台一丁目3番地に「浅間台一丁目遺跡（県遺跡番号：14-310）」があり、土器片が発掘されている。当地の現況の地目は畑となっているが実際は駐車場である。

### 地価
住宅地の地価は、2018年（平成30年）の公示地価によれば、浅間台三丁目33-11の地点で12万円/m2となっている。

## 歴史
- 1965年（昭和40年）2月20日 - 組合（のちの「浅間台土地区画整理組合」。翌年1月20日に命名、さらに翌年2月20日に設立認可。）が設立される[14]。
- 1967年（昭和42年）
  - 2月20日 - 区画整理事業の都市計画決定[15]。
  - 11月6日 - 浅間台土地区画整理事業の起工式を挙行する[14]。
- 1968年（昭和43年）4月 - 浅間台「ときわ会」が結成される[16][14]。
- 1971年（昭和46年）8月7日 - 浅間台土地区画整理事業の完成により土地区画整理法による換地処分を実施[7]、大字沖ノ上、中妻の一部、柏座、小泉、弁財の各一部より上尾市浅間台一丁目〜四丁目が成立する[17][18]。なお、BS住宅（1963年7月落成）が立地する区域は中妻地区（飛地）となる。
- 1972年（昭和47年）5月31日 - 浅間台土地区画整理事業が完了する[14]。市内における区画整理事業の完成第1号となった[19]。
- 1973年（昭和48年）8月 - 第1回浅間台区納涼盆踊りが開催される[20]。
- 1976年（昭和51年）8月 ‐ 氷川神社の拝殿が新築される[9][20]。また、第1回浅間台運動会が開催される。
- 1978年（昭和53年）
  - 1月 ‐ 薬王寺の堂宇が再建される[9]。集会所に安置されていた薬王寺の本尊が堂宇に安置された。
  - 7月17日 ‐浅間台の区画整理事が埼玉県知事より表彰され、土地区画整理組合に感謝状が贈呈される[19]。
  - 11月 ‐ 浅間台会館が落成する[注釈 6]（会館新築工事の竣工は1月[21]）。また、シンボルマーク（区章）が公募され、4丁目在住の住民が応募したデザインが採用された[22]。
- 1979年（昭和54年） - 浅間台会館にて敬老会を初めて開催する[14]。
- 1982年（昭和57年）
  - 9月12日 - 台風18号の集中豪雨により鴨川の流域で洪水被害が発生する[9][20]。
  - 10月5日 - 地区内（二丁目1-1の区画の中程でやや西寄り）の浅間塚の発掘調査が行なわれ、11月27日に終了した後、スーパーマーケットとりせん上尾店の建設のため取り壊された[23][24][25]。
- 1983年（昭和58年）
  - 月日不明 - 地区東端にある高崎線沿いの市道（現在の2048号他[11]）に歩道が国庫補助事業により設置される[26]。
  - 11月 - 浅間台地区鴨川改修促進協議会が結成される。
- 1984年（昭和59年）2月17日 - 地区内を流れる鴨川の改修工事に着手する[27]。
- 1986年（昭和61年）12月 - 鴨川の流域で洪水被害が発生し、国の激甚災害に指定される[20]。
- 1987年（昭和62年）7月 - 地区東端にある高崎線沿いの市道（現在の2048号他）が北上尾駅の駅用地に支障するため廃止したところ、それを差し止める訴訟を起こされる[26]。結局は遊歩道（市道21096号[11]）として存続することとなった。
- 1988年（昭和63年） -「あさま親睦会」の前身となる「ゆたか会」（1992年「あさま親睦会」に改称）と称する地域コミュニティ団体が発足する[28]。
- 1993年（平成5年）7月26日 - 浅間台大公園にて慈善大相撲上尾場所が開催される[14][29]。
- 1995年（平成7年）
  - 5月 - 「浅間台区だより」の創刊号が発行される[20]。
  - 6月 - 浅間台区のリサイクル事業が開始される[20][注釈 7]。
  - 10月16日 - 浅間台会館の屋上および外壁等の改修工事が行なわれる（11月25日完了）。
- 1996年（平成8年）4月1日 - 浅間台四丁目が四丁目-Aと四丁目-Bに分割される[14][注釈 8]。
- 1997年（平成9年）4月1日 - BS住宅が立地する区画である中妻地区[30][注釈 9]が浅間台に編入合併する[14]。合併調印式が挙行される。
- 2000年（平成12年）3月 - 浅間台大公園のグラウンドが改修される[14]。
- 2001年（平成13年）
  - 1月 - 浅間台大公園南脇にあった鴨川に架かる子橋が移転改築のため解体撤去される[14]。
  - 5月1日 - 子橋の架け替え工事に着手する。
  - 5月9日 - 浅間台会館脇にある火の見櫓が解体撤去された。なお、跡地には駐輪場が新設された[31]。
  - 6月 - 夏祭りの御輿を新調する[20]。
  - 7月 - 浅間台が発足30周年を迎え、浅間台会館にて記念式典が挙行された[20][注釈 10]。会館脇に浅間台区30周年記念碑を設立。
  - 月日不明 - 鴨川の河川改修工事が完了する[20]。
- 2002年（平成14年）4月 - 御輿運行団体「睦会」が発足する[32]。
- 2003年（平成15年）
  - 3月 - 地内に特別養護老人ホーム「パストーン浅間台」が落成する[33]。
  - 7月 - 浅間台神社の境内整備工事および神社鳥居の改修が行われる[32]。
- 2004年（平成16年）4月 - 1968年4月発足の浅間台「ときわ会」が「いきいき浅間台」に改称される[32]。
- 2008年（平成20年）11月5日 - 「浅間台の祭りばやし」が市の登録無形民俗文化財に登録される[34]。
- 2008年（平成21年）12月16日 - 「浅間台の大山灯籠行事」が市の登録無形民俗文化財に登録される[35]。
- 2014年（平成26年）6月 - 浅間台区のリサイクル事業が上尾市環境賞を受賞[20]。
- 2016年（平成28年）9月17日 - 小泉土地区画整理事業の完成により地番変更を実施、浅間台三、四丁目の一部が大字沖ノ上と共に小泉に編入される[36]。
- 2018年（平成30年）12月 - 浅間台区のホームページを開設する[32]。
- 2020年（令和2年）4月 - 浅間台区会から浅間台自治会に移行[32]。ホームページのタイトルも「浅間台区会」から変更される。
- 2021年（令和3年）
  - 6月5日 - 浅間台区の新キャッチフレーズ「誰もが幸せ浅間台（SDGs）」を現行のスローガン「わくわく さわやか 浅間台」に追加する形で制定する[37]。
  - 8月 - 浅間台が発足50周年を迎える。
  - 8月10日 - 浅間台会館が改修され、お披露目が8月15日にかけて行なわれた[38]。

### 地名の由来
地名の由来については浅間台の町域に当たる地域にかつてあった大字沖ノ上の小字浅間台に因む。協議の結果により採用された。現在の浅間台一丁目の大部分、および二丁目の一部に該当する。
なお小字浅間台の地名の由来については、かつて浅間台二丁目1-1に存在した浅間塚（浅間社が鎮座していた富士塚。取り壊されて削平され現存しない）があったことによるものとみられている。なお、小字浅間台は「あさまだい」ではなく、「せんげんだい」と読まれる。
浅間台は大字沖ノ上から地名変更されて成立したとの認識が地元区長や支所長などの間であり、浅間台区30周年記念碑の碑文や自治会のホームページや『50周年記念 誰もが幸せ浅間台』にも地番変更や地名変更とされているものがあり、さらには上尾市のホームページにも大字沖の上（現 浅間台）の表記が見られるが、上述の通り浅間台成立後も区画整理事業の区域から外れた大字沖ノ上の残部が21世紀初頭まで行政地名として併存し続けさらには浅間台成立後である1978年（昭和53年）1月1日の時点では大字沖ノ上に64世帯239人の居住者もいたことから、厳密には新町名浅間台の新設であり、大字沖ノ上からの地名変更ではない。

## 世帯数と人口
2019年（平成31年）1月1日現在（上尾市発表）の世帯数と人口は以下の通りである。
| 丁目         | 世帯数    | 人口    |
| ------------ | --------- | ------- |
| 浅間台一丁目 | 430世帯   | 867人   |
| 浅間台二丁目 | 580世帯   | 1,202人 |
| 浅間台三丁目 | 937世帯   | 2,105人 |
| 浅間台四丁目 | 678世帯   | 1,613人 |
| 計           | 2,625世帯 | 5,787人 |

## 小・中学校の学区
市立小・中学校に通う場合、学区（校区）は以下の通りとなる。
| 丁目         | 番地                              | 小学校             | 中学校             | 備考                                       |
| ------------ | --------------------------------- | ------------------ | ------------------ | ------------------------------------------ |
| 浅間台一丁目 | 全域                              | 上尾市立大石小学校 | 上尾市立大石中学校 | 通学希望届の提出により西小・西中も選択可能 |
| 浅間台二丁目 | 全域                              | 上尾市立大石小学校 | 上尾市立大石中学校 | 通学希望届の提出により西小・西中も選択可能 |
| 浅間台三丁目 | 1、11〜16、22〜30（三丁目-A）     | 上尾市立西小学校   | 上尾市立西中学校   | 子橋が架かる通りを境に南側の地域が対象     |
| 浅間台三丁目 | 2〜10、17〜21、31以降（三丁目-B） | 上尾市立大石小学校 | 上尾市立大石中学校 | 通学希望届の提出により西小・西中も選択可能 |
| 浅間台四丁目 | 全域                              | 上尾市立大石小学校 | 上尾市立大石中学校 |                                            |

## 事業所
2021年（令和3年）現在の経済センサス調査による事業所数と従業員数は以下の通りである。
| 丁目         | 事業所数  | 従業員数 |
| ------------ | --------- | -------- |
| 浅間台一丁目 | 29事業所  | 352人    |
| 浅間台二丁目 | 35事業所  | 582人    |
| 浅間台三丁目 | 37事業所  | 250人    |
| 浅間台四丁目 | 34事業所  | 125人    |
| 計           | 135事業所 | 1,309人  |

## 交通
JR東日本高崎線西側脇に平行する市道（市道21096号他）が地区東端の原新町との境界となっているため、地区内に鉄道は敷設されていないが、北上尾駅駅舎の西口通路が僅かに浅間台に掛かる。最寄り駅は高崎線北上尾駅で、その距離は地域によって大きな差があり、上尾高等学校付近は至近距離にあるが、浅間台三丁目33-11の地点の場合はおよそ1.5 km離れている。なお、北上尾駅は原新町に設置されている。西口駅前広場も殆どが中妻一丁目に位置する。

### 道路
- 埼玉県道323号上尾環状線（BS通り）
- 西宮下中妻線（並木通り）[46]
- 富士見ヶ丘中妻線（浅間通り）
- 中分浅間台線

### バス
地区内には路線バスが無く、コミュニティバスのみの運行となっている。なお、過去に丸建自動車のけんちゃんバスが運行され、地内に「浅間台1丁目」・「浅間台2丁目東」・「浅間台2丁目西」・「浅間台4丁目」バス停留所が設置されている時期があった。また、旧中山道の（旧）上尾車庫より「久保」バス停留所（久保西交差点）を経由してBS通りを通り、大石支所を経由して県道を通り「小敷谷」に至る東武バスの路線バスが運行されていた時期もあった。
上尾市コミュニティバス「ぐるっとくん」
- 大石桶川線
- 大石領家北上尾線

地区内は「浅間台一丁目」・「浅間台二丁目」・「浅間台三丁目」・「浅間台四丁目」・「浅間台大公園」・「大石中学校東」バス停留所が設置されている。

## 地域

### 祭事・年間行事
- 定期総会 - 4月の第一日曜日に行われる。
- 浅間台の大山灯籠行事（市登録無形民俗文化財）- 氷川神社にて毎年7月26日から8月17日までの間行なわれる[35][50]。かつては薬王寺境内で行われていた。
- 浅間台の祭りばやし（市登録無形民俗文化財） - 毎年3月1日の春祈祷祭、7月の夏祭り、10月14日のお日待に氷川神社例祭として催される[34]。
- 浅間台区運動会 - 浅間台大公園にて毎年5月に開催される。
- 浅間台区夏祭り[51] - 毎年7月の第一日曜日に開催され、氷川神社を拠点に地内を巡行する。
- 浅間台区納涼盆踊り - 浅間台大公園にて毎年8月の第一土曜日に開催される。かつては薬王寺境内で行なわれていた[50]。
- 敬老会 - 浅間台会館にて毎年9月に開催される。
- 元日祭 - 大晦日の深夜に氷川神社境内で行われる。

### 公園
- 浅間台大公園（近隣公園）[52] - 浅間台第七公園とも称する[53]。指定緊急避難場所（地震・洪水・大規模な火事）に指定[54]。
- 浅間台第一公園（街区公園[55]）（街区公園） - 指定緊急避難場所（地震・洪水）に指定。
- 浅間台第二公園（街区公園） - 指定緊急避難場所（地震・洪水）に指定。
- 浅間台第三公園（街区公園） - 指定緊急避難場所（地震・洪水）に指定。
- 浅間台第四公園（街区公園） - 指定緊急避難場所（地震・洪水）に指定。
- 浅間台二丁目公園
- ふれあいの森802（公園緑地） - 廃止。宅地化された。（座標：北緯35度58分57秒 東経139度34分31秒 / 北緯35.982628度 東経139.575288度）

※ 浅間台第五公園は現在の中妻第二公園で中妻二丁目にある。なお、中妻一丁目にある中妻第一公園は、造成当初は浅間台第一公園を名乗っていた時期があった。

### 施設
- 埼玉県立上尾高等学校
- 上尾浅間台郵便局
- 浅間台会館
- 埼玉縣信用金庫上尾西支店
- 親愛浅間台保育園
- 保育園アミ・クレイシュ
- 特別養護老人ホーム パストーン浅間台[33] - 福祉避難所に指定[54]。
- ハートヴィレッジ上尾浅間台（老人ホーム）
- BS住宅（ブリヂストンサイクル社宅）
- 真言宗智山派 薬王寺 - 浅間台会館に隣接
- 浅間台氷川神社

※ 浅間台幼稚園は弁財二丁目に所在する。